# Lepanthes oxapampaensis
Lepanthes oxapampaensis är en orkidéart som beskrevs av David Edward Bennett och Eric Alston Christenson. Lepanthes oxapampaensis ingår i släktet Lepanthes och familjen orkidéer.
Artens utbredningsområde är Peru. Inga underarter finns listade i Catalogue of Life.